# Котульский, Владимир Климентьевич
Влади́мир Климе́нтьевич Коту́льский (встречаются написания: Клементьевич Катульский; 15 июля 1879, Белосток, Российская империя — 24 февраля 1951, Красноярск, СССР) — русский и советский геолог, доктор геолого-минералогических наук (1945), профессор, специалист по геологии медно-никелевых месторождений. Вице-директор Геолкома (1921—1929). Директор Геологоразведочного института цветных металлов (1929—1930).

## Биография
Родился 3 (15) июля 1879 года в Белостоке (современная Польша) в семье начальника станции, мать работала телеграфисткой.
В 1880 году переехал с родителями в Одессу.

### Образование
В 1897 году окончил реальное училище в Одессе.
В 1897—1903 годах учился в Горном институте в Санкт-Петербурге. Утверждён в звании горного инженера.
В 1903—1904 годах был призван в армию канониром и бомбардиром. В 1904 году окончил курс учебной бригадной команды младшим фейерверкером. Выдержал экзамен на чин прапорщика запаса.
В 1905 году был вновь призван в армию до окончания Русско-японской войны.

### Геологическая работа
В мае 1906 года начал работать заведующим горными работами на Аллавердском руднике (Алавердский район).
С 1908 года начал преподавательскую работу в Горном институте по кафедре минералогии. Одновременно участвовал в экспедициях Ленской геологической партии Горного департамента (до 1914 года).
В 1914 году был в командировке в Париже у профессора Лакруа и в Женеве у профессора Дюпарка. Летом работал в экспедиции на Слюдянке с В. Н. Лодочниковым.
В 1915 году избран геологом Геолкома (1921 — вице-директор, 1924 — старший геолог) и назначен председателем металлической секции комитета.
Летом 1916 года, когда «геологическая» часть Кабинета Его Императорского Величества была ликвидирована, а недра были сданы в концессии иностранцам, В. К. Котульский приезжает на Алтай, где работает последующие два года. В 1917 году он знакомится с месторождениями Сугатовского и Сургутановского рудников на Алтае, с Александровским и Западно-Александровским (позже именовавшимся Котульским) полиметаллическими месторождениями в Казахстане, по сути составляющими единую алтае-казахскую полиметаллическую провинцию. По его образному определению, юго-западная часть Алтая является обособленной структурой, названной им Рудным Алтаем, что прочно вошло в научный геологический обиход.
Летом 1918 года избирается вице-директором временного Геологического комитета, который действовал в Сибири при Правительстве Колчакa. В 1920 году после томского периода деятельности в составе временного комитета вновь возвращается в Петроград.
С 29 декабря 1928 по 1930 год был руководителем Государственной комиссии по запасам полезных ископаемых (ОКЗ).
После реорганизации Геолкома в 1929 году в Главное геологическое управление при Президиуме ВСНХ и создании на базе научных отделов геологоразведочных институтов по отраслям горной промышленности был директором Геологоразведочного института цветных металлов (1929—1930), входившего в состав Геолкома. Занимался изучением месторождений золота Калбы и свинцово-цинковых Рудного Алтая и Центрального Казахстана. Участник экспедиций в Сибирь, Среднюю Азию, Урал, Кавказ.
С 1929 года читал лекции, в 1930 году избран заведующим кафедрой полезных ископаемых ЛГИ.
Инициатор бурения первой глубокой скважины в Кривом Роге, перехода от алмазного бурения к дробовому, организации отечественного производства буровых агрегатов, создания научных фондов, разработки классификации запасов месторождений, организации шлиховой и минералогической лаборатории, разработки методов полевого химического анализа, организации Геофизического сектора.

#### Арест 1930 года
Арестован ОГПУ 28 октября 1930 года в Ленинграде по ложному обвинению в том, что в своё время в Сибири «организовал Геологический комитет, содержавшийся на средства белогвардейского правительства, в 1925 году вовлёк в организацию некоторых местных геологов из числа руководящих работников, тормозил освоение месторождений, занимался вредительством, искажал отчётность, занижал запасы месторождений металлов, сообщил английской концессии „Лена-Гольдфильдс“ секретные сведения по Алтайским месторождениям», приговорён по 58-й статье (пункты 7 и 11) к расстрелу с заменой на 10 лет лишения свободы. Вскоре освобождён благодаря хлопотам его сестры Елены Климентьевны Катульской — известной певицы, солистки Большого театра. В 1931 году открыл месторождение сульфидов на Кольском полуострове.

#### Арест 1932 года
Второй раз арестован 19 января 1932 года по 58 статье (58-7, 58-11 УК РСФСР), осуждён на 10 лет ИТЛ. Привлечён к работе в Особом геологическом бюро: начальник Особого геологического бюро в Мурманске (1932—1933), консультант треста «Апатит» (Хибиногорск), консультант треста «Североникель» (Мончегорск, 1934—1941). Участвовал в работе XVII МГК (Москва, 1937) под охраной «секретаря»-конвоира в штатском. Вскоре после этого освобождён с разрешением жить в «минусовой» зоне (кроме крупных городов).
10 августа 1941 года прибыл в Норильск, назначен ст. геологом геологического отдела Норильского горнопромышленного комбината (1941—1944). За работу по Мончегорскому и Норильскому месторождениям был награждён в 1943 году орденом Трудового Красного Знамени. Судимость снята 1 января 1944 года.
В 1945 году присуждена степень доктора геолого-минералогических наук (без защиты диссертации). С 1945 года — заведующий научной частью сырьевой лаборатории института Гипроникель в Ленинграде, и в Институте геологических наук АН СССР.

#### Арест 1949 года
Арестован по «красноярскому делу» 12 мая 1949, содержался в Лефортовской тюрьме, обвинялся в преступлениях, предусмотренных ст. 58, п. 1-а, 7, 10, 11. Осуждён ОСО при МГБ СССР 28 октября 1950 года на двадцать пять лет лагерей.
24 февраля 1951 года на этапе из Красноярска в Норильлаг погиб (убит уголовником).
Реабилитация
По «красноярскому делу» был реабилитирован 31 марта 1954, полностью — 31 мая 1989 года.

## Научная работа
Один из инициаторов внедрения геофизических методов поисков и разведки рудных полезных ископаемых, шлиховых и минераграфических исследований, организатор бурения первой глубокой скважины в Криворожском железнорудном бассейне.
Открыл в горном массиве Мончетундра в центральной части Кольского полуострова крупное медно-никелевое месторождение Ниттис-Кумужье-Травяная (НКТ) богатых жильных сульфидных руд, не имеющее аналогов не только в СССР, но и за рубежом. Это месторождение стало на долгие годы сырьевой базой комбината «Североникель», вблизи которого был построен город Мончегорск.
Организовал на Ижорском заводе производство буровых станков с переходом от дефицитного тогда мазутного бурения на дробовое.
Организовал государственные фонды, где хранятся и сейчас все материалы по проведенным в стране геологическим исследованиям. Был инициатором организации единой геофизической службы и внедрения в практику геологических исследований этих крайне важных при оценке запасов полезных ископаемых объективных исследований.
Разработал оригинальную классификацию запасов полезных ископаемых по их достоверности, являющуюся инструментом объективности их оценки.

## Награды и премии
- 1911 — Орден Святого Станислава 3-й степени.
- 1914 — Орден Святой Анны 3-й степени.
- 1931 — Орден Ленина.
- 1943 — Орден Трудового Красного Знамени, за создание крупной сырьевой базы медно-никелевых руд.

## Чины и звания
Классные чины:
- 1906 — Коллежский секретарь со старшинством
- 1910 — Коллежский асессор со старшинством
- 1912 — Надворный советник со старшинством.

## Память
Именем В. К. Котульского названы:
- минерал — котульскит
- улица в городе Норильске — Проезд Котульского[14]
- улица Котульского в городе Мончегорск.

В 1933 году сын Александр посвятил ему поэму «Хибины».
В мае 1977 года, в рамках программы «Память о бесправии» в городе Норильске (по адресу: проезд Котульского, дом 2) была установлена мемориальная доска.

## Семья
Отец — начальник железнодорожной станции Одессы.
- Сестра — Елена Климентьевна (1888—1966) — народная артистка СССР, оперная певица, профессор Московской консерватории.
- Cестра — Надежда Климентьевна (Паршина, Толстая) (1870—19??) — c 1920 года жена актёра И. Л. Толстого (сына Л. Н. Толстого).

Первая жена — Александра Никитична (урождённая Илькевич), в браке с 1 (14) октября 1904 года.
- Сын — Владимир (19?? — 19??), геолог, работал главным специалистом московского института «Гидропроект».

Вторая жена — Надежда Клавдиевна (урождённая Хвалынская), переводчик научной литературы по геологии с иностранных языков.
- Сын — Александр (1920—1941) — советский поэт[17]. Погиб в сентябре 1941 года под Старым Петергофом.